# 慧成 (艺人)
慧成（韓語：혜성 Hye Sung，1996年1月17日—），韓國男藝人及歌手，本名朴慧成（韓語：박혜성 Park Hye Sung，英语：Park Hye Sung），為流行音樂男子團體 VANNER 的成員，擔任領唱及領舞。

## 早期生涯
1996年1月17日出生於韓國大田，有一個哥哥。慧成的名字兩字分別來自媽媽（慧蓮）與爸爸（韓成）的名字。父母經營補習班，分別教授數學與英文。國小是田徑隊成員，參加過啦啦隊、游泳隊。
最早在教會接觸到樂團而開始學打鼓，高中時期參與學校熱音社，在樂團內擔任鼓手。
國中二年級開始在大田的 ChumJaeng.i x Movement 舞蹈工作室學舞，一開始學的是 Popping，之後專攻 Locking 和 House 舞風。曾經參加地區性的舞蹈 battle 活動並得名，而後被公司邀請試鏡，開始周末來回首爾的教室練習，另外也時常在大田進行街頭舞蹈公演。出道前曾是舞蹈老师，指導過 D-CRUNCH 的成員 MinHyuk及化妝師Hamkyungsik 。

## 演藝生涯
高中一年級開始在大田Indi實用音樂學院 （页面存档备份，存于）上課，因為發現是音痴，最開始練習的是 Rap ，爾後耗費一年時間努力矯正音準，最終成為團隊的領唱。高中畢業之後，為了追求成為偶像的目標，毅然放棄升學，前往首爾當練習生，同時間最多一天打三份工維持收入。 
2016年曾在張佑赫開設的公司WH CREATIVE當練習生，同期練習生還有同團的泰煥、成國以及BLK的仁皓、RAINZ / TAN的徐成赫、 STELLAR的昭瑛，曾經演出張佑赫上我獨自生活的片段。2018年加入VT娛樂後，年中開始以VANNER身分進行公演，2019年2月14日正式出道。在首張專輯發佈會時提到，敬仰的藝人是God (韓國音樂團體)，認為他們兼具魅力與親和力。他希望未來能與成員們一起展現充滿活力且真誠的團體形象。
出道後陸續有在接受演技課程，也曾經進行演員試鏡，並拍攝過廣告短片。
在面臨團體解散之際，與 VANNER成員們共同選擇以打工維持夢想和生活，曾與隊長泰煥在首爾高速巴士轉運站的 Villa De Spicy 炒年糕店工作；於此之前，也曾在麥當勞和 LUSH 、Olive Young 以及 Coupang 物流中心打工。
而他也使用了在LUSH打工時使用的暱稱 Honey，作為個人部落格 Honeylog （页面存档备份，存于） 的名稱，另外在 LUSH 面試時為了脫穎而出，將 FORM 的宣傳照使用在求職照片上。

#### 紅薯愛豆
2021年10月14日的 V LIVE 直播中，決定向粉絲們分享一箱来自奶奶種植的紅薯作為禮物，不只親自清理紅薯、購買紙袋子包裝紅薯，並在每份禮物內，附贈親筆信與簽名拍立得。因為這次對粉絲的「逆應援」，而被韓國網友熟知，並獲得「紅薯愛豆」的稱號。
2023年11月20日錄製 EBS 夜晚電台的當天，親自用奶奶種的紅薯製作地瓜糖葫蘆，再次作為逆應援發送給電台工作人員以及到場的粉絲。

#### 廣播主持
慧成對於主持廣播節目非常有興趣，2019 年和成員成國曾經在 V LIVE 平台上進行了數次廣播節目形式的直播，並將節目名稱取名為「96z 稍微親近的朋友」。爾後在 2021 年，他開始了每周固定的直播，取名為「慧成通通」，以接收粉絲投稿並解決疑惑為主軸進行節目。 2023 年參加 GOT7 榮宰的 FM4U 親親電台時，慧成和成國以臨時特別DJ的身分嘗試了在正式的廣播節目上主持節目。 在2023 年 10 月，慧成和成國正式成為 EBS 夜晚電台每周一《我是市民》單元的固定來賓，並持續主持直到 2024 年入伍前。

#### 參軍服役
2024年10月17日，官方公告慧成將於11月4日陸軍現役入伍。在忠清南道论山市的陸軍训练所受5周基础军事训练。2024年12月16日，經紀公司公告慧成因健康問題退伍（依病除隊）並休養。
近期發展
2025年5月18日，於VANNER〈Goodbye & Hello〉粉絲見面會中，退伍後首次露面並表演，演出後仍持續休養，未參與VANNER後續活動。而後至2025年8月8日，VANNER官方帳號公告開設個人Instagram帳號。2025年8月14於部落格文章內表示，目前與經紀公司合約已結束，但仍會持續演藝工作。

## 個人興趣
- 慧成因為充滿想像力，在與粉絲於泡泡 (通訊軟體)交流中，有時會併發出天馬行空的故事。其中2024年6月時曾經因誤將韓國31冰淇淋裡的產品「巧克力叢林」誤植為「巧克力褲子」而衍生創作出《巧克力褲子精靈》的童話故事，而粉絲也組織將其繪製成繪本，於聖誕節前夕寄送給慧成，除了直播時，他亦在EBS 夜晚電台時介紹了成為童話書作家這件事。[23][24]
- 慧成對香水、香氛等產品一直抱有興趣，在演藝事業瓶頸時也考慮過轉行學習調香。[25]在2025年4月19日於VANNER的YouTube頻道，公開了一支他在香水工坊調配屬於自己的香水的影片[26]，在其中他將調製完成的香水取名為H(8)，因為含有八種香味，比例為：草本2、扁柏1、無花果4、檀木4、皮革3、麝香1、雪松3、晚香玉0.5。而他對香味的熱情與敏銳，也獲得調香師的認可，並於該工坊開始生產販售。[27]
- 在2021年疫情期間，開始經營個人部落格 Honeylog 作為和粉絲溝通的平台，固定每周會發表文章分享生活，也曾經被Naver blog平台官方部落格挑戰活動選為範例文章。[28] 在2022年九月斷更至2023年六月底再開，並持續到2024年11月入伍才暫停。而因病退伍後於2025年7月再度開始每週的更新。

## 音樂作品
- 更多資訊：VANNER的音樂作品列表

### 創作歌曲
| 年份 | 歌曲     | 歌手   | 专辑            | 备注     |
| ---- | -------- | ------ | --------------- | -------- |
| 2023 | Savior   | VANNER | VENI VIDI VICI  | 共同作詞 |
| 2025 | Pinch Me | VANNER | Goodbye & Hello | 共同作詞 |

### 翻唱作品
| 發布日期      | 曲名                                                             | 備註                                           |
| ------------- | ---------------------------------------------------------------- | ---------------------------------------------- |
| 2019年4月25日 | 朴春 - Spring （页面存档备份，存于）                             | 與成員泰煥共同翻唱                             |
| 2019年11月8日 | Shawn Mendes - If I Can't Have You （页面存档备份，存于）        |                                                |
| 2020年9月2日  | IU - Eight （页面存档备份，存于）                                |                                                |
| 2021年3月31日 | 梁耀燮 & 鄭恩地 - LOVE DAY （页面存档备份，存于） (ft. 昭瑛)     | 上傳於昭瑛個人YouTube頻道                      |
| 2021年4月28日 | G.NA & Rain - If I Have a Love （页面存档备份，存于） (ft. 昭瑛) | 上傳於昭瑛個人YouTube頻道                      |
| 2021年6月2日  | SG WANNABE- Partner For Life                                     | 與成員泰煥、泳光共同翻唱                       |
| 2021年6月24日 | DAY6 - 우리 앞으로 더 사랑하자 （页面存档备份，存于）            |                                                |
| 2024年7月14日 | 燦多 - 藉著醉意 （页面存档备份，存于）                           | #혜시태그 個人翻唱系列                         |
| 2025年1月17日 | 元弼 - A Journey （页面存档备份，存于）                          | #혜시태그 個人翻唱系列，於入伍前特別為生日錄製 |
| 2025年6月30日 | OOHYO - 蒲公英 (single ver.)                                     | #혜시태그 個人翻唱系列                         |

## 编舞作品
- 粗体字为专辑主打歌

### VANNER
| 年份 | 歌曲               | 专辑     | 参与     |
| ---- | ------------------ | -------- | -------- |
| 2019 | UPPER              | V        | 表演指导 |
| 2019 | Without You        | V        | 表演指导 |
| 2019 | Crying（우는남자） | 5CEAN: V | 表演指导 |

## 影视作品

### 固定综艺
| 日期                           | 电视台/频道/电台 | 节目名称                | 参与成员   | 备注                              |
| ------------------------------ | ---------------- | ----------------------- | ---------- | --------------------------------- |
| 2023年10月30日 - 2024年5月6日  | EBS FM           | 《PENTAGON的夜晚Radio》 | 慧成、成国 | 〈我是市民〉每周一固定嘉宾        |
| 2024年5月20日 - 2024年10月28日 | EBS FM           | 《PENTAGON的夜晚Radio》 | 泰焕、慧成 | 〈我是市民 第二季〉每周一固定嘉宾 |

### 综艺节目
| 日期                   | 电视台/频道 | 节目名称             | 参与成员   | 备注                                    |
| ---------------------- | ----------- | -------------------- | ---------- | --------------------------------------- |
| 2019年5月20日          | Youtube     | 《How about you》    | 泰煥、慧成 | 由频道＂함경식 tv＂播出                 |
| 2021年2月17日          | Youtube     | 《Pocket Interview》 | 慧成       | 由频道＂POCKETDOLS 포켓돌스＂播出       |
| 2024年2月4日           | Youtube     | 《DolTABLE》         | 慧成、成国 | 由频道＂돌과함께 WithIDOL＂播出，EP.10  |
| 2024年9月30日，10月7日 | Youtube     | 《金焕的气氛转换》   | GON，慧成  | 由频道＂김환의 기분전환＂播出，EP.9 &10 |

### 广播节目
| 日期          | 电台         | 节目名称                                     | 备注            |
| ------------- | ------------ | -------------------------------------------- | --------------- |
| 2023年8月27日 | SBS Power FM | 《权恩妃的Young Street》                     | 泰焕、GON、慧成 |
| 2024年5月31日 | TOKYO FM     | 《K-STAR CHART presents POP-K TOP10 Friday》 | GON、慧成       |